# Katedra w Faras

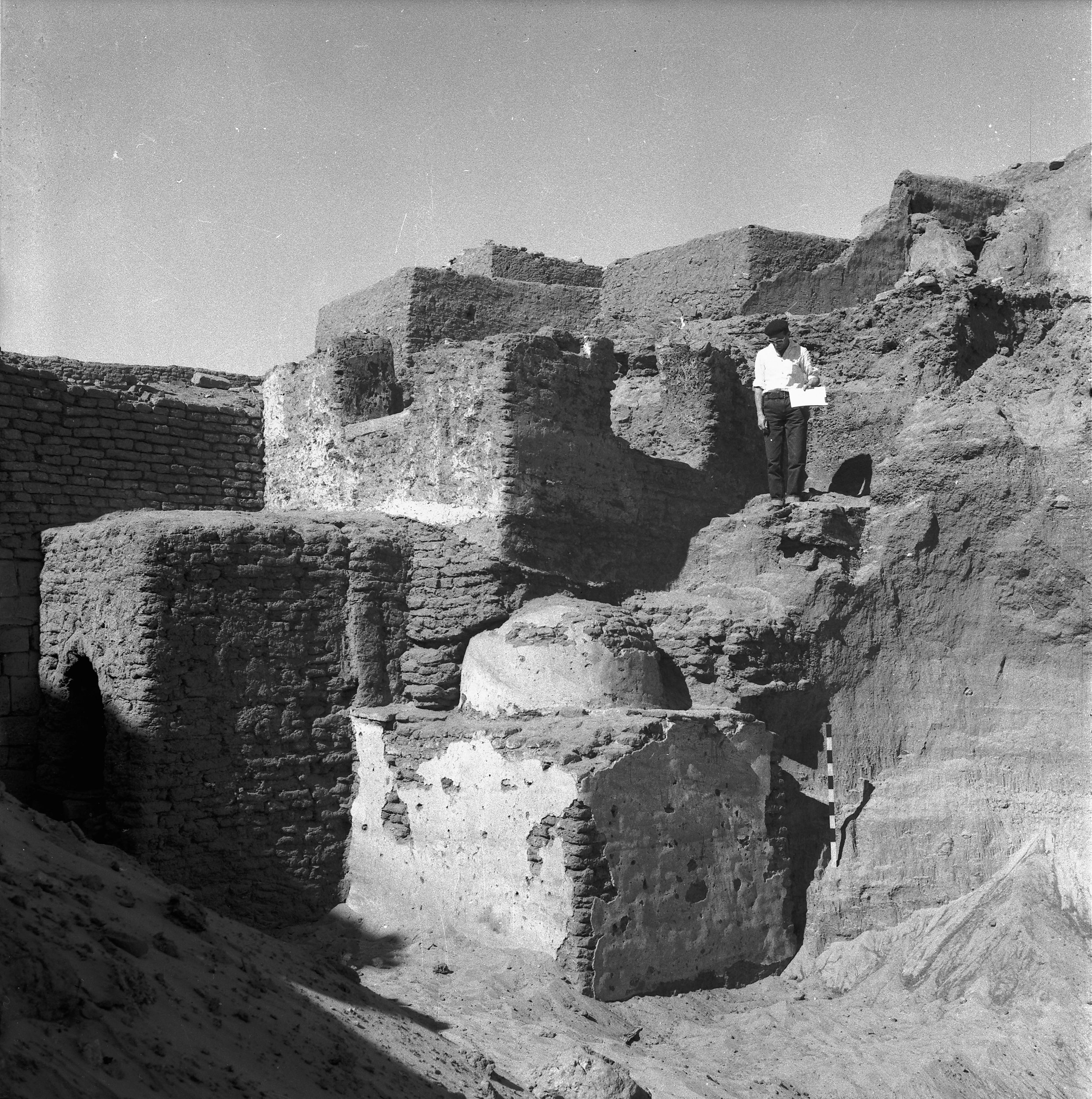
Wschodnia fasada katedry w Faras

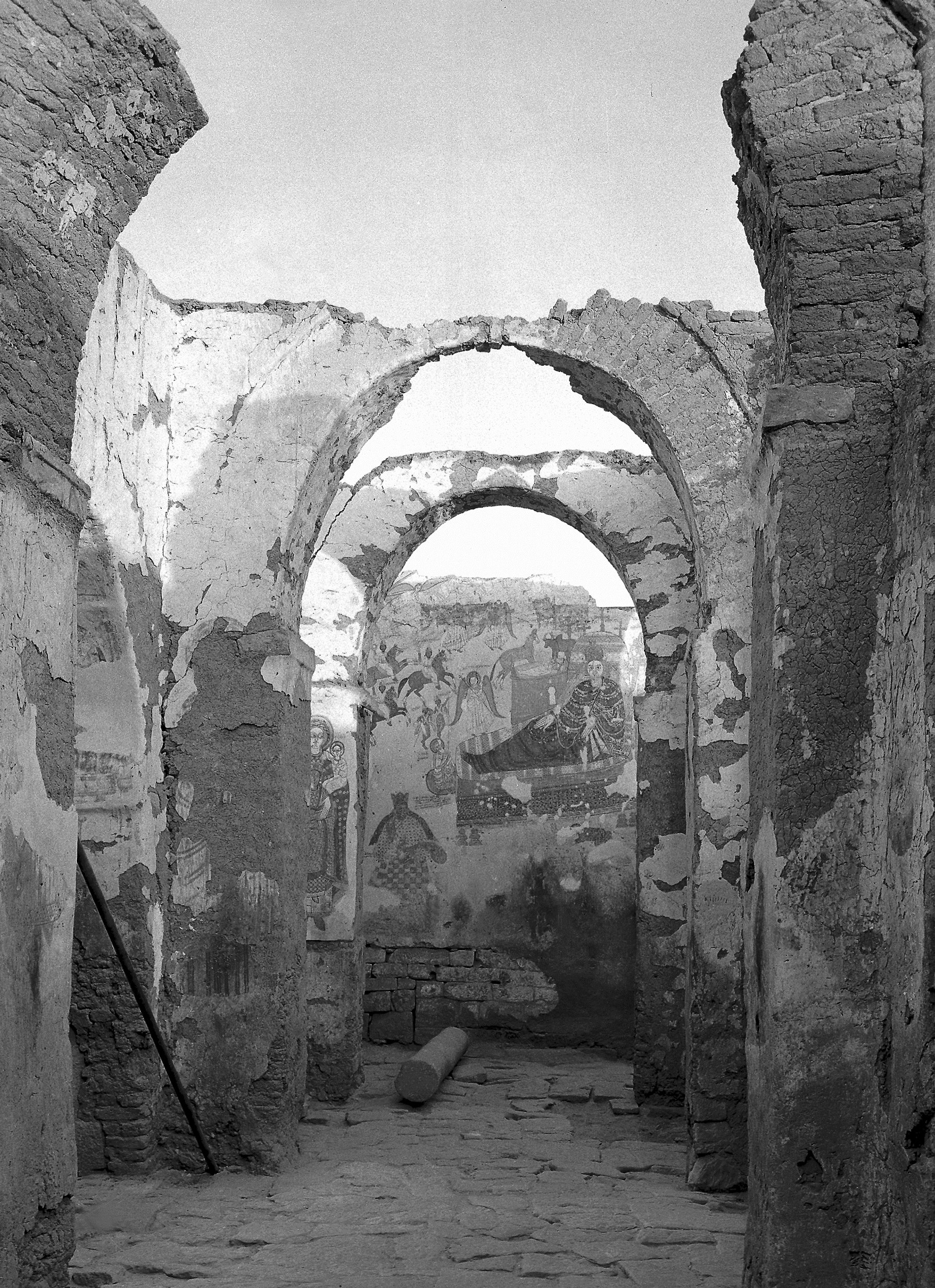
Nawa północna katedry z przedstawieniem Bożego Narodzenia

Katedra w Faras – katedra kościoła nubijskiego działająca w okresie VII–XIV w. n.e. w Faras na terenie obecnego Sudanu.

## Historia katedry
Katedra została odkryta w latach 1960–1964 przez polską misję archeologiczną pod kierownictwem Kazimierza Michałowskiego podczas kampanii nubijskiej. Polscy badacze rozpoczęli eksplorację tzw. Wielkiego Komu – wzgórza powstałego w wyniku akumulacji piasku na ruinach katedry oraz zabudowań z późniejszego okresu. Najstarszą strukturę, znajdującą się pod katedrą, stanowi tzw. Mud Church, kościół zbudowany z cegły mułowej, najprawdopodobniej na planie bazylikalnym. Kazimierz Michałowski i Stefan Jakobielski datują powstanie kościoła na V w., jednak Peter Grossmann proponuje, aby przesunąć datę budowy przybytku na VI w. Kolejną fazę zabudowy wyznacza kościół uznany przez Kazimierza Michałowskiego za pałac-siedzibę władców z grupy X, których groby tumulusowe znajdują się w Ballana. Według koncepcji Kazimierza Michałowskiego pałac miał zostać zniszczony w 616 r. w związku z inwazją Sassanidów na Nubię. Współcześni badacze na podstawie znalezisk z Qasr Ibrim i listów z Phonen uznają jednak, że budowla wzięta przez Kazimierza Michałowskiego za pałac, w rzeczywistości była kościołem datowanym na VII w. Kiedy w 620 r. ustanowiono Pachoras biskupstwem, na miejscu starszych struktur wybudowano pierwszą katedrę. Za jej fundatora uważa się pierwszego biskupa Faras – Aetiosa. Budowla została gruntownie przebudowana przez czwartego z biskupów – Paulosa, którego imię wymieniają dwie inskrypcje fundacyjne, po grecku i koptyjsku, umieszczone w pobliżu budowli. Powstały kompleks nazywa się Wielką Katedrą. W kolejnych latach wielokrotnie modyfikowano jej wystrój. Dawniej uważano, że w 926 r. nastąpił pożar budynku, po którym świątynię odnowił biskup Aaron, jednak dziś badacze wskazują na brak wystarczających dowodów potwierdzających tę tezę. Podobnie podaje się w wątpliwość zniszczenie sklepienia katedry w 1170 r. w wyniku najazdu armii Ayyubia pod dowództwem Ibrahima el Quroli. Katedra funkcjonowała jako kościół do XIV w. Pierwszym biskupem Faras oraz Qasr Ibrim, który pełnił swój urząd poza Faras, był Timotheos (od 1372 r.).

## Architektura

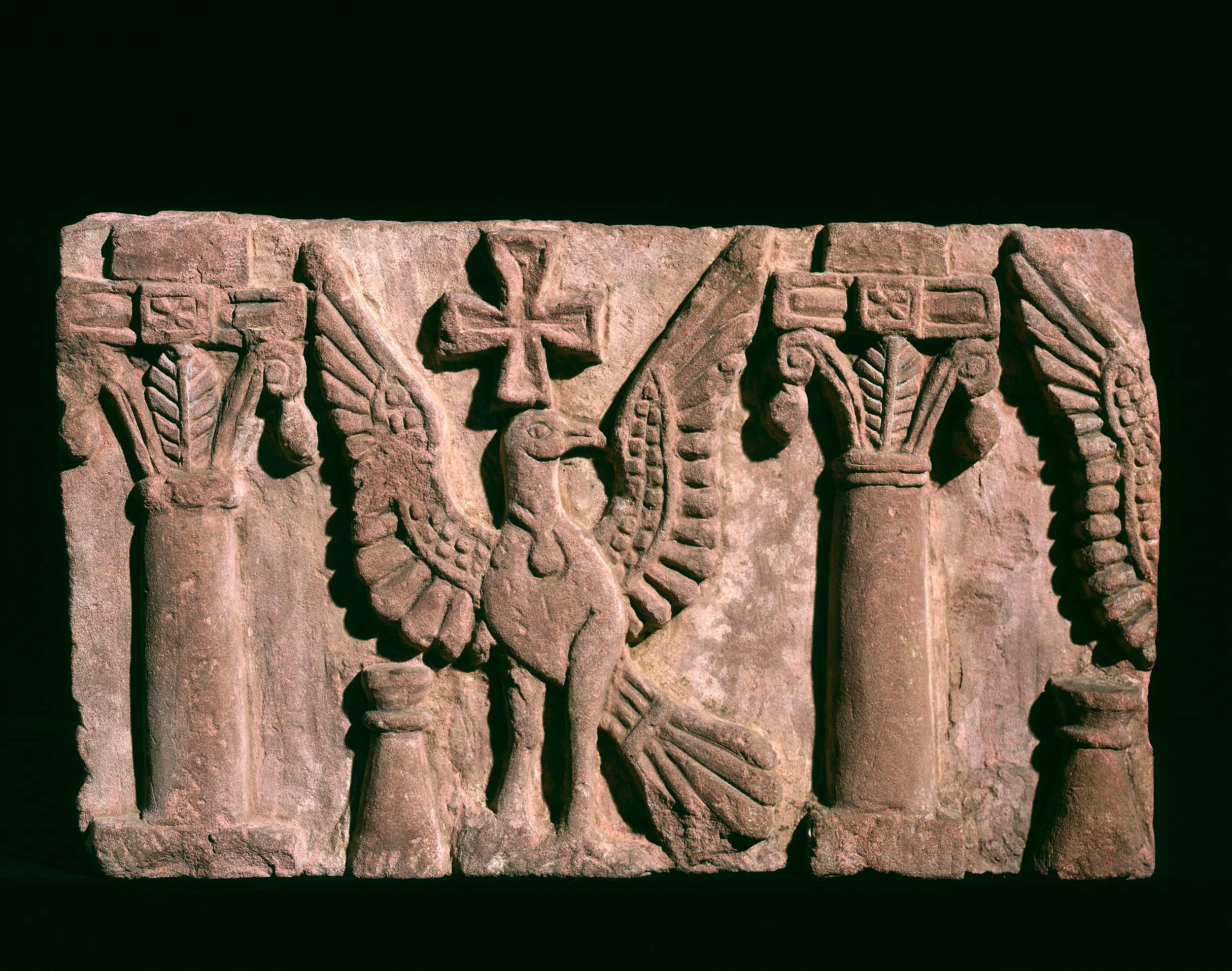
Fragment fryzu z apsydy tzw. katedry Aetiosa. Warsztat nubijski. Muzeum Narodowe w Warszawie

### Katedra Aetiosa

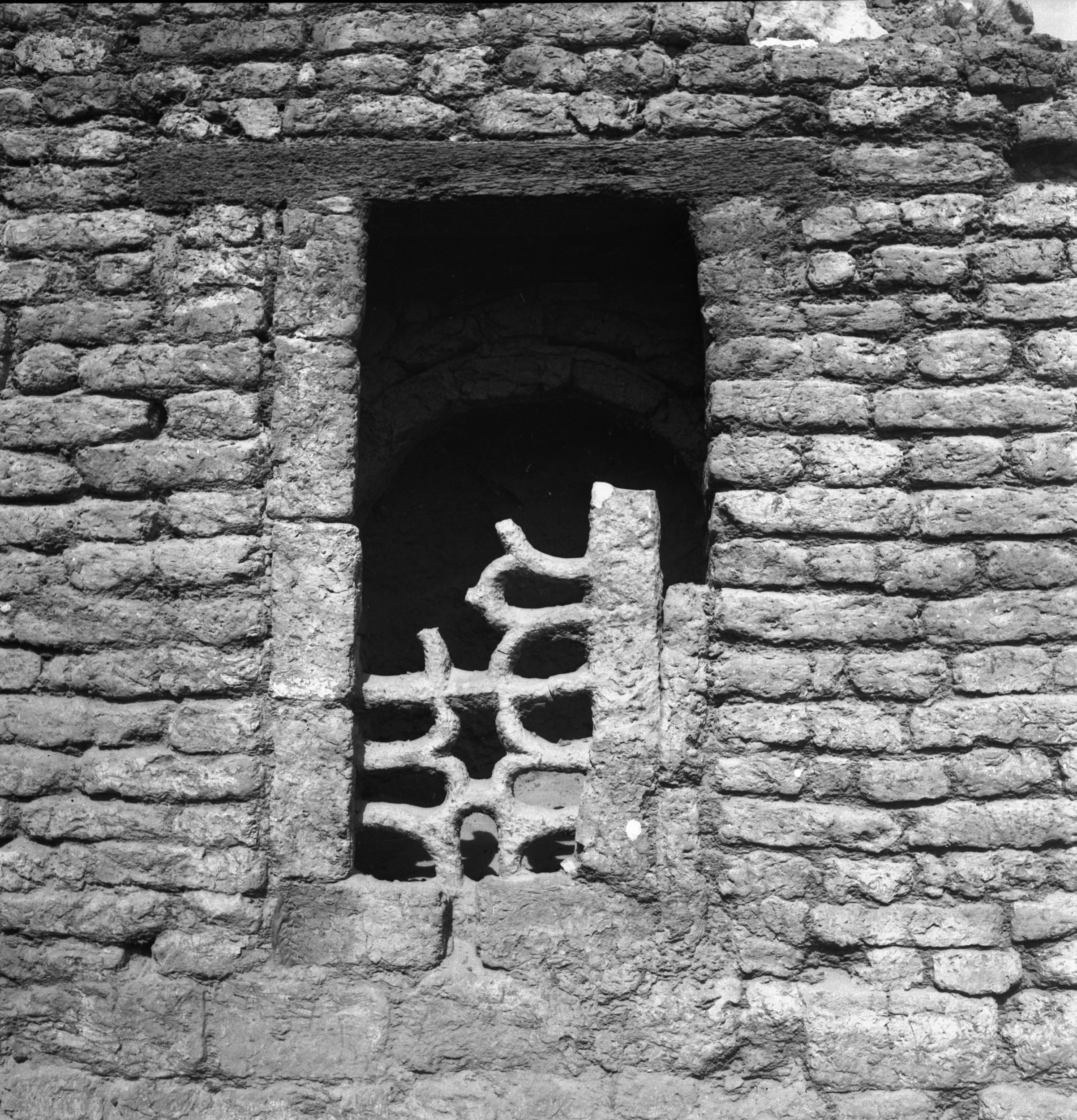
Fragment kraty kamiennej in situ na wschodniej fasadzie katedry w Faras

Katedra Aetiosa (od ok. 620 do ok. 707 r.) była pięcionawową bazyliką o wymiarach 25 x 14,8 m, zbudowaną z pieczołowicie obrobionych i spasowanych bloków piaskowca. W północno-zachodniej części katedry znajdowała się apsyda o szerokości 3 m. Na podstawie zachowanych fragmentów jej dekoracji udało się ustalić, że na fryzie biegnącym tuż pod sklepieniem apsydy, podtrzymywanym przez pięć półokrągłych pilastrów, ukazano 24 przedstawienia ptaków (zapewne orłów) o rozpostartych skrzydłach oraz z krzyżami nad głowami. Każdy z ptaków znajduje się przy rzymskim ołtarzu, pomiędzy dwoma filarami. Figuralna część fryzu była zamknięta od góry i od dołu pasami zdobionymi motywem roślinnym. Wewnątrz apsydy istniał zbudowany z cegły mułowej synthronon. Górny stopień synthrononu został pokryty malowidłem ukazującym kielich z chlebkami eucharystycznymi leżących na diskosie. Owo przedstawienie datowane na połowę VII w. jest najstarszym spośród zachowanych faraskich malowideł. Po obu stronach apsydy znajdowały się pastoforia, do których wchodziło się z naw bocznych. Apsyda była otwarta na podzieloną przez dwa rzędy kolumn nawę główną, wspartą na kolumnach łukiem tęczowym. Główne wejście do przybytku, całkowicie zachowane wraz z meroickim nadprożem, prowadziło przez narteks od południowej strony katedry. Z narteksu do naosu prowadziło jedno przejście ulokowane na głównej osi katedry. Włodzimierz Godlewski zaproponował hipotezę, iż w południowo-wschodniej części budynku najprawdopodobniej znajdowało się baptysterium. Swoje wnioski wysuwa na podstawie trzech przesłanek: w kościołach nubijskich z tego okresu baptysteria zwykle znajdowały się właśnie w tej części budowli; tuż obok wejścia do potencjalnego baptysterium odkryto tympanon dekorowany motywem pasującym tematyką do chrztu – przedstawieniem ryb; trudno wyobrazić sobie, aby w kościele biskupim nie było baptysterium. Podczas wykopalisk prowadzonych przez polską misję archeologiczną właśnie w tym pomieszczeniu, w niszy, odkryto tzw. Listę biskupów Faras. 
Ołtarz znajdował się we wschodniej części nawy głównej. Podczas prac wykopaliskowych nie poświadczono dla tego okresu istnienia katedry obecności klatek schodowych, co wskazuje na brak empor. Zarówno w planimetrii, jak i dekoracji katedry widoczne są silne wpływy lokalne.

### Katedra Paulosa

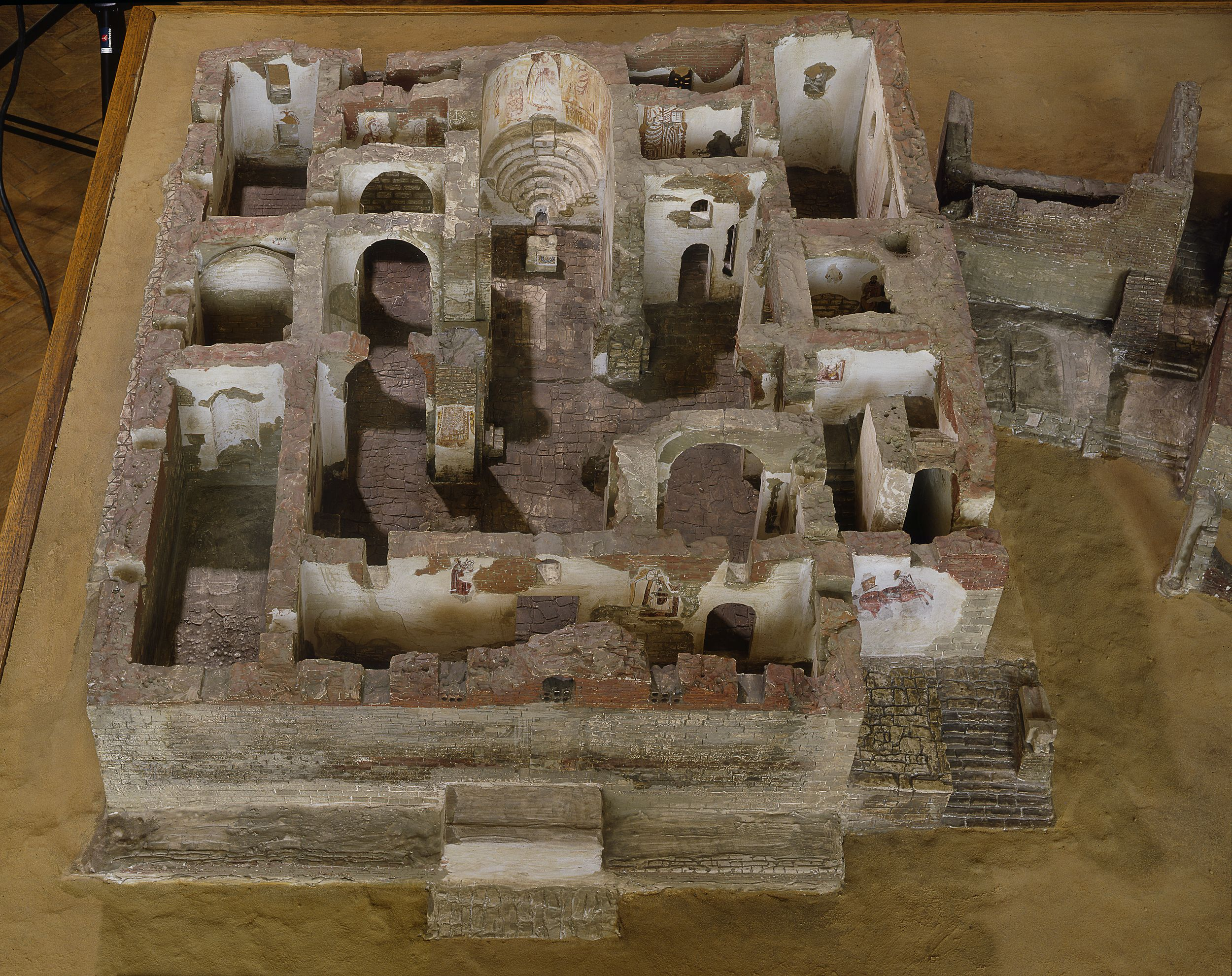
Model katedry faraskiej z okresu tzw. katedry Paulosa znajdujący się w Muzeum Narodowym w Warszawie

Za sprawowania urzędu przez biskupa Paulosa istniejąca katedra została częściowo rozebrana, przebudowana, a następnie znacznie rozbudowana. Pięcionawowa budowla uzyskała nowy, trójnawowy kształt o wymiarach 24,5 x 24. Szerokość apsydy została zwiększona z 3 do 4 m, podczas gdy jej długość pozostała niezmieniona. W stanie pierwotnym pozostała również część synthrononu. Obecnie jest to najlepiej zachowany nubijski synthronon z tego okresu. Poziom podłogi katedry został podniesiony. Dolne partie ścian wykonano z bloków kamiennych, natomiast wyższe z czerwonej cegły. Do budynku prowadziły dwa wejścia – od strony południowej i zachodniej. Narteks został powiększony do rozmiarów 2,6 x 12,95 m. Naos o wymiarach 12,85 x 16,9 m i wysokości 5 m tworzył wraz z nawą poprzeczną plan krzyża. Również do baptysterium o wymiarach 3,10 x 8,35 m prowadziły dwa wejścia. W centralnej części pomieszczenia ulokowano prostokątną chrzcielnicę. Wykonana z cegły i ustawiona na kamiennej bazie liczy 0,74 m długości, 0,61 m szerokości i 0,43 m głębokości. Wnętrze katedry oświetlało światło słoneczne wpadające przez liczne okna zamknięte glinianymi i kamiennymi kratami. To właśnie z Faras pochodzi cenny i wyjątkowo duży zespół tego typu zabytków. Dekoracja krat okiennych bazowała na motywach floralnych i figuralnych. Równie popularnym motywem zdobniczym była geometryczna plecionka. Od zewnątrz kraty były polichromowane ciepłymi barwami, natomiast ich wewnętrzne strony zostały pokryte grubą warstwą pobielonego tynku. Datowanie tej grupy artefaktów pozostaje niepewne. Najprawdopodobniej ta część krat, którą zdobiły elementy floralne, pochodzi z wcześniejszej fazy funkcjonowania katedry, natomiast dla późnego okresu przypisuje się te, które były dekorowane motywami czysto geometrycznymi. Podczas wykopalisk odkryto w południowo-zachodniej części budowli, tuż obok południowego wejścia do świątyni, klatkę schodową, co wskazuje na obecność empor lub wyjścia na płaski dach. Podłogę w naosie stanowiły nieregularne płyty kamienne. Nie uległo zmianie usytuowanie ołtarza. Pod nim odkryto trapezoidalne wgłębienie o wymiarach 0,4 x 0,3 m wykończone czerwoną cegłą i różowym piaskowcem. Sklepienie katedry wspierało 16 granitowych kolumn.

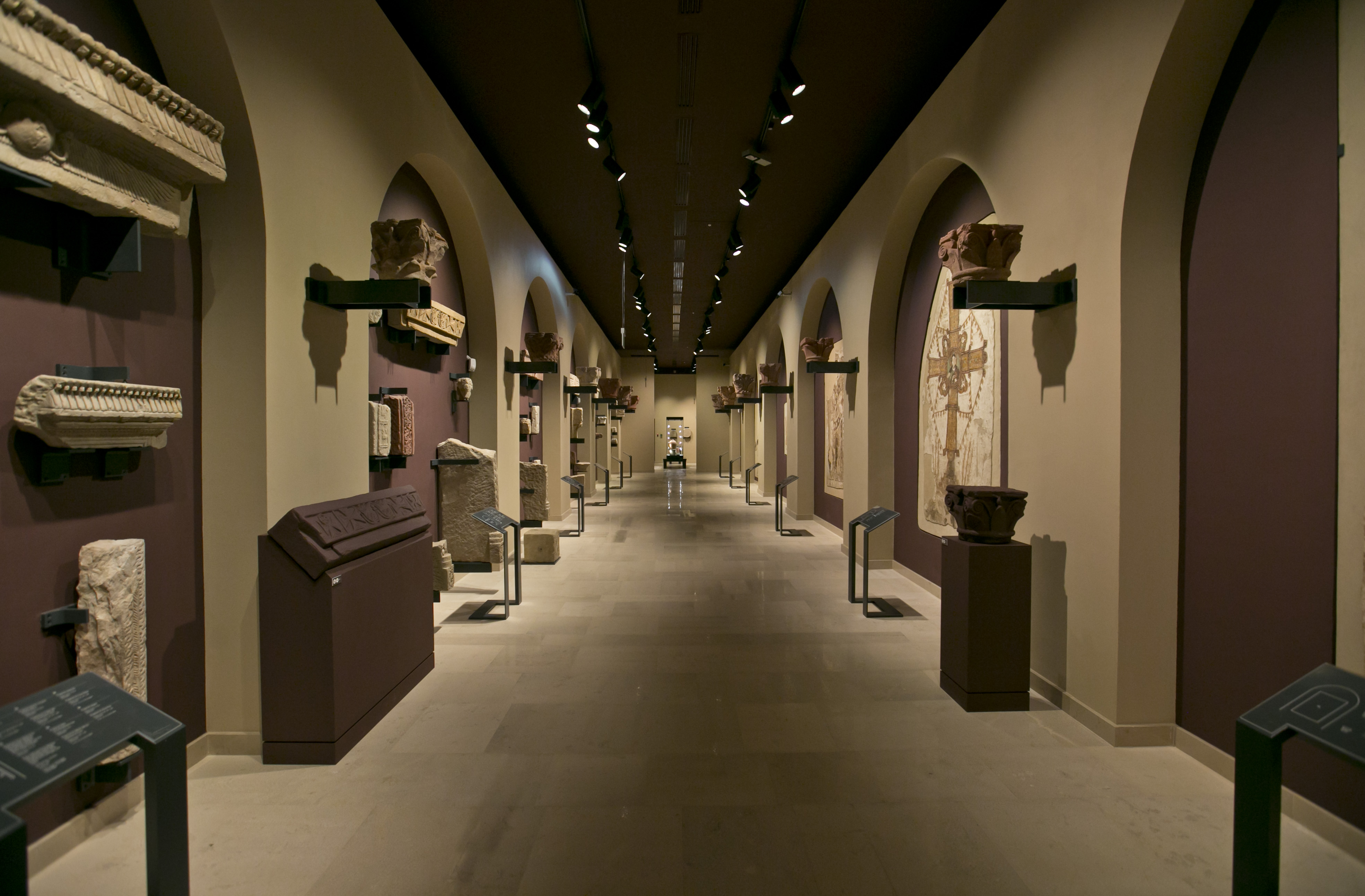
Ekspozycja elementów architektonicznych z katedry w Faras. Muzeum Narodowe w Warszawie

### Okres późniejszy
Do XIV w. katedra oraz jej najbliższe otoczenie wielokrotnie ulegały zmianom. Każdy z biskupów wpływał w mniejszym lub większym stopniu na wystrój wnętrza katedry. Oprócz zmieniającej się dekoracji w przybytku pojawiały się nowe struktury architektoniczne. W późnym okresie funkcjonowania katedry, w wyniku zmieniających się warunków naturalnych związanych z akumulowaniem się piasku, przebudowano wejście od południa oraz od wschodu. Wyższe partie katedry oraz część centralna pozostały niezmienione. Aby uchronić wnętrze katedry przed zasypaniem, zostały uszczelnione i zablokowane okna znajdujące się w niższych częściach budowli.

## Rozwój malowideł wewnątrz katedry
Sławę stanowisku zapewniły w dużej mierze malowidła. Odznaczają się one bowiem wysokim walorem artystycznym, są dobrze zachowane oraz reprezentują malarstwo nubijskie z okresu, o którym do czasu znaleziska świadczyły wyłącznie nieliczne fragmenty zachowane w niektórych kościołach i klasztorach na terenie Egiptu i Nubii. 

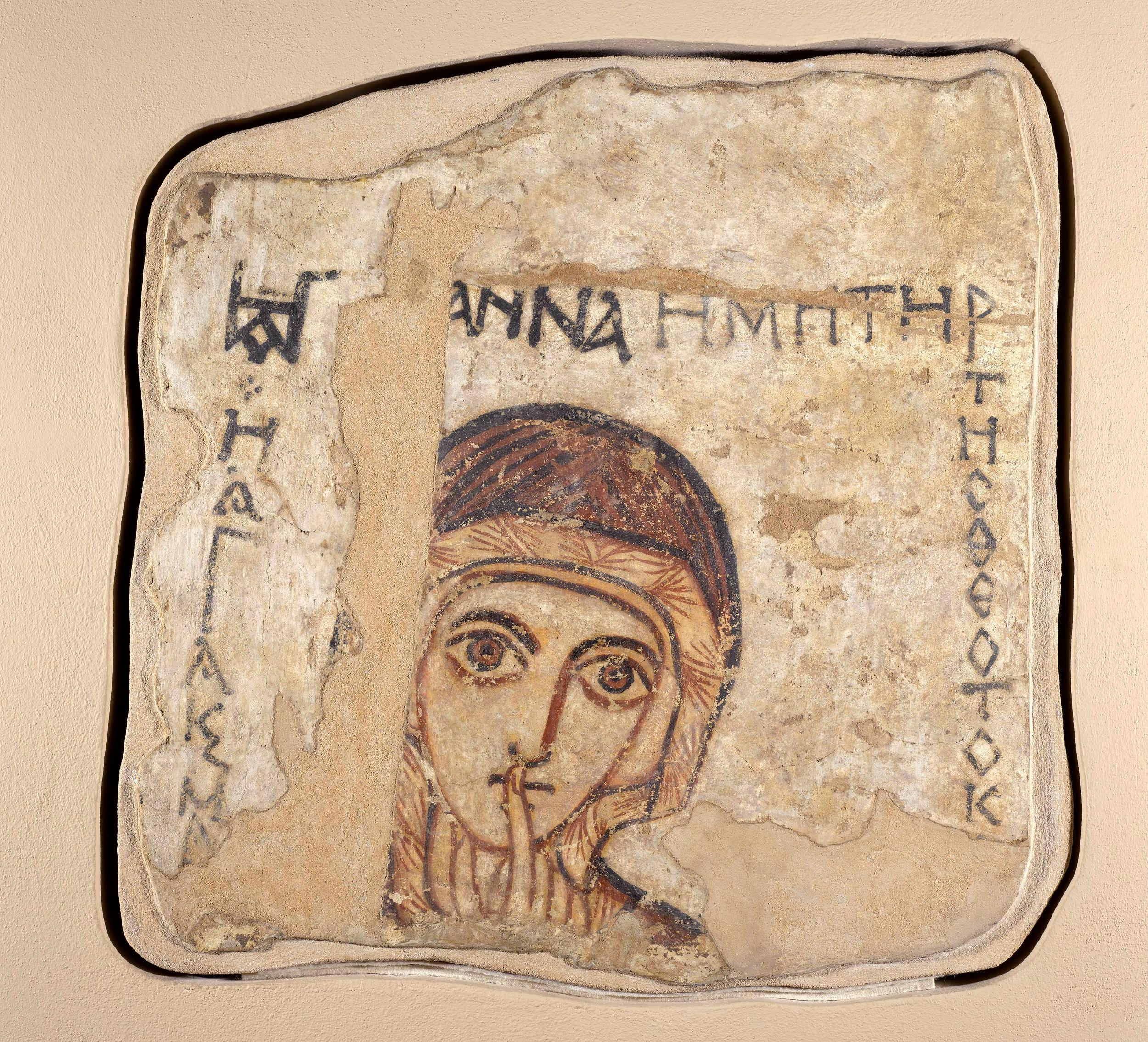
Św. Anna (VIII w.), Muzeum Narodowe w Warszawie

Podczas prac wykopaliskowych odkryto około 170 malowideł wykonanych techniką al secco, datowanych począwszy od VII do XIV w., pochodzących z zewnętrznych, a zwłaszcza z wewnętrznych ścian budynku. 120 z nich udało się zdjąć, z czego ponad połowa (67) trafiła do Muzeum Narodowego w Warszawie. Pozostałe przedstawienia trafiły do Narodowego Muzeum Sudanu w Chartumie. 

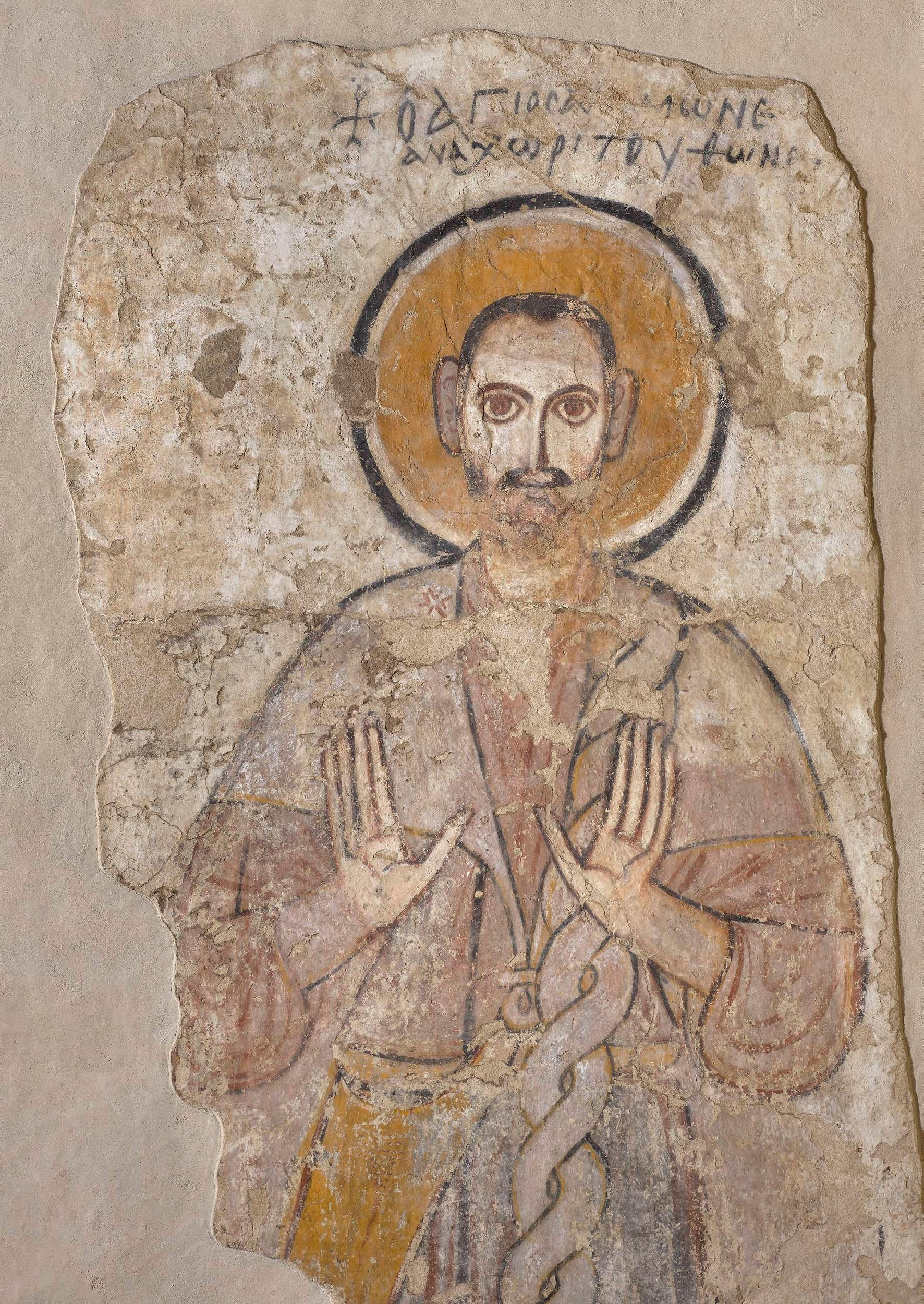
Pustelnik Amone (IX w.). Muzeum Narodowe w Warszawie

Malowidła w katedrze Faras powstawały od ok. połowy VIII w., co czyni je najstarszymi malowidłami nubijskimi. Choć twórcy tych dzieł pozostają dla nas anonimowi, można jednak na ich podstawie chronologicznie prześledzić zmiany stylu, które wprowadzały następujące po sobie szkoły malarzy tworzących w katedrze. Mając także dostęp do pomocy w postaci bogatych danych archeologicznych i epigraficznych (takich jak stela fundacyjna biskupa Paulosa, inskrypcje nagrobne, podpisy pod malowidłami oraz słynna lista biskupów), Kazimierz Michałowski wyróżnił następujące okresy malarstwa w Faras: styl ciemny i jasny fioletowy, chociaż niektóre malowidła z tego okresu są zdominowane przez kolor stalowo-szary (VIII w.), styl biały (IX w.), styl żółto-czerwony (X w.) oraz wielokolorowy (XI–XIV w.). Bogaty zestaw malowideł zachowanych z katedry w Faras ukazuje unikalny program ikonograficzny, w którym została zaprezentowana niekonwencjonalna sukcesja od Anny, matki Maryi, przez Maryję, matkę Jezusa, do matki nubijskiego króla. 

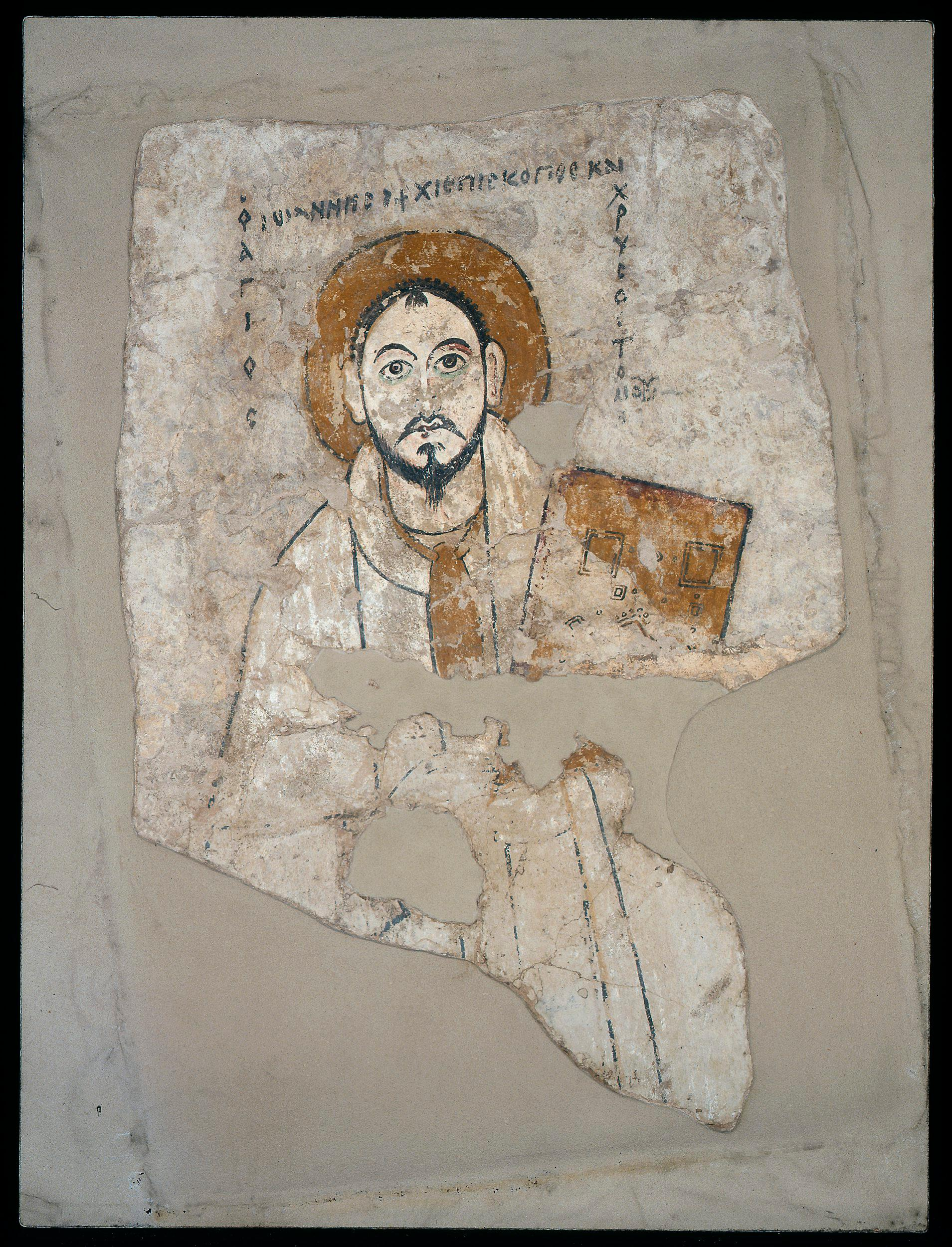
Św. Jan Złotousty (druga poł. IX w.). Muzeum Narodowe w Warszawie.

### Styl fioletowy (VIII–IX w.)
W czasie tym malowidła zostały rozwinięte do tego stopnia, że całkowicie zastąpiły innego rodzaju dekoracje. Z początku VIII wieku zachowało się jedynie kilka fioletowych malowideł i fragmentarycznie malowidła w kolorze szaro-stalowym. W tym stylu powstały wizerunki m.in. św. Ignatiosa Antiocheńskiego (prawdopodobnie w czasach kiedy biskupem Faras był Ignatios, w latach 766-802), św. Arcybiskupa, św. Apostołów Piotra i Jana oraz słynne przedstawienie św. Anny.

### Styl biały (IX w.)

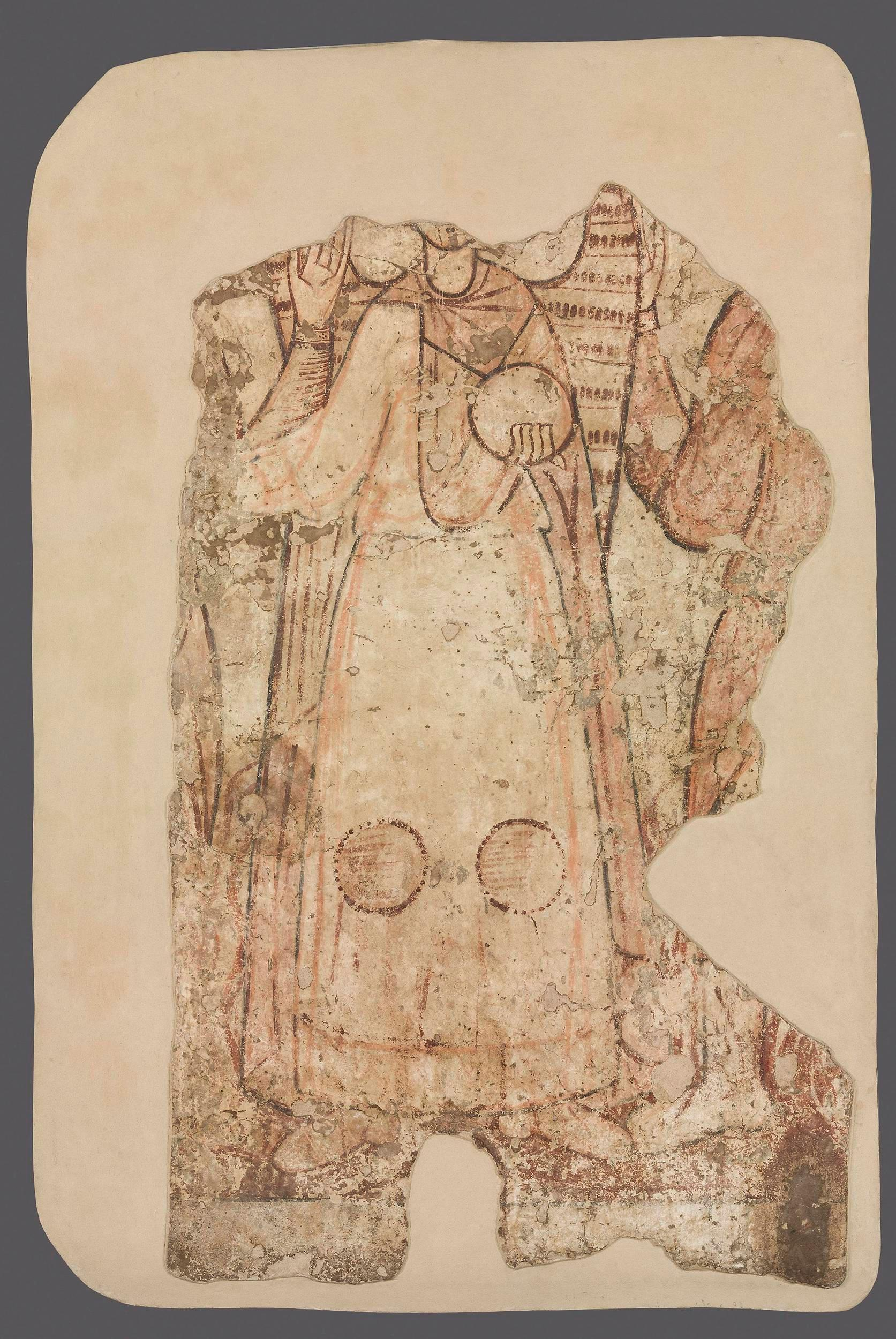
Trzej Młodziankowie w piecu ognistym (X w.). Muzeum Narodowe w Warszawie.

Styl fioletowy trwał do początku IX w. i kończy się z powstaniem malowidła Królowa z Michałem Archaniołem, które ilustruje przejście od fioletowego do białego stylu. Michałowski próbował identyfikować to wyobrażenie z królową Teodorą z Konstantynopolu. Archanioł Michał ma owalną twarz, jak królowa, ale oczy o migdałowym kształcie, mniejsze od królowej. Do białego koloru dodawany zaczyna być brąz. Dowodem na to są malowidła w apsydzie; według Kazimierza Michałowskiego zdobiło ją trzech malarzy i ostatni z nich wprowadził kolor brązowy; namalował on „Matkę Boską w Apsydzie” w ciemnych kolorach z dodatkiem brązu dla oddzielenia postaci od szerokiego i jasnego tła. W tym samym stylu został przedstawiony król Georgios I w centrum apsydy pod Bogurodzicą, która trzyma ręce na jego ramionach, co symbolizowało sprawowanie protekcji. W kontraście do Matki Boskiej jego strój jest jasny, a twarz brązowa, nie wskazująca na podeszły wiek, dzięki czemu można datować przedstawienie króla na ok. 900 rok. W tym okresie powstaje również realistyczny wizerunek biskupa Kyrosa (869-902) w podeszłym wieku, współczesnego Georgiosowi I. Ma on duże, kościste oblicze, szeroko rozstawione oczy oraz nozdrza. W tym samym czasie i w tym samym stylu powstały malowidła o kolorystyce jasnobrązowej, np. przedstawienia Jana Złotoustego i Diakona.

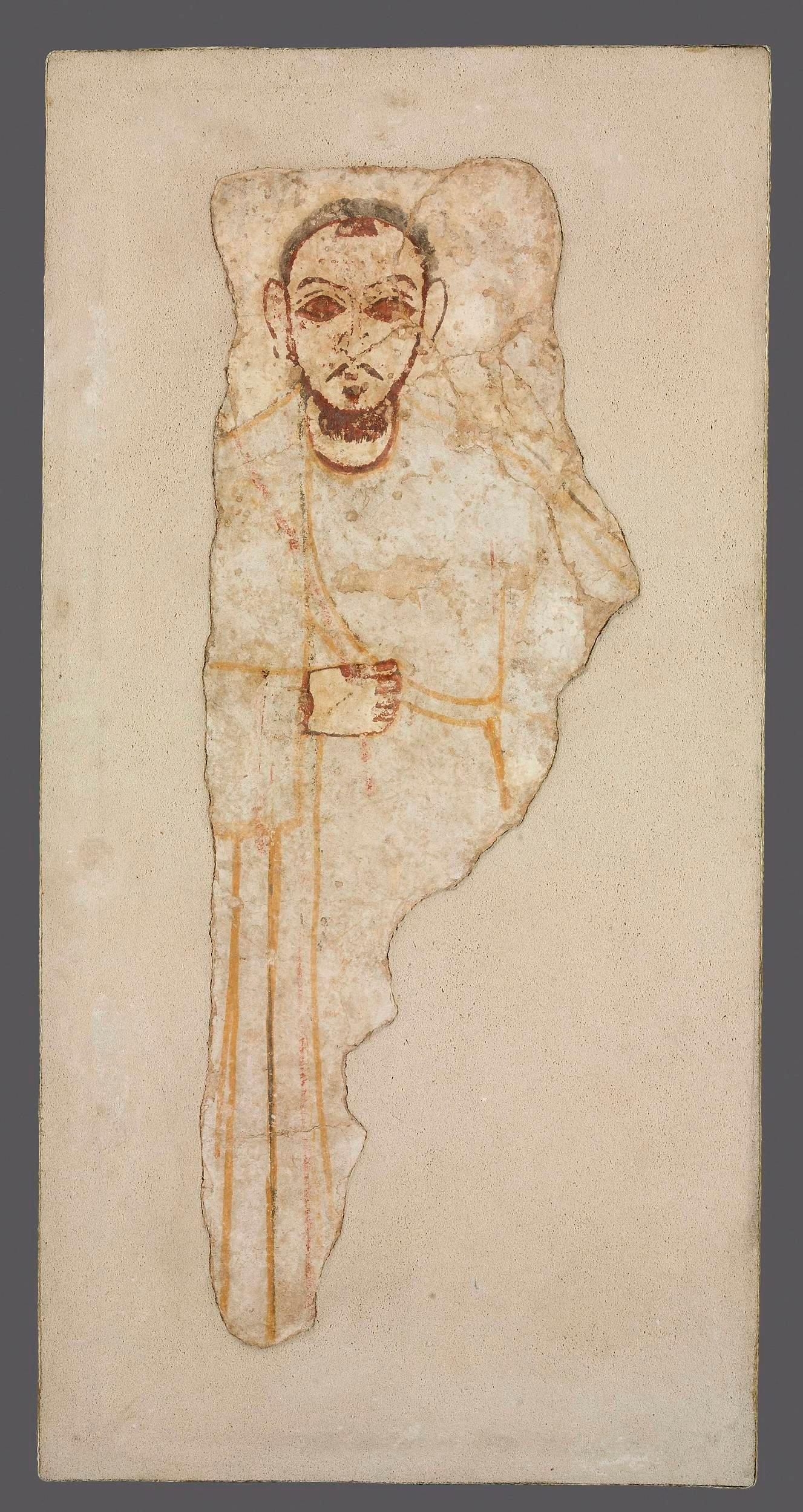
Diakon (druga poł. IX w.). Muzeum Narodowe w Warszawie.

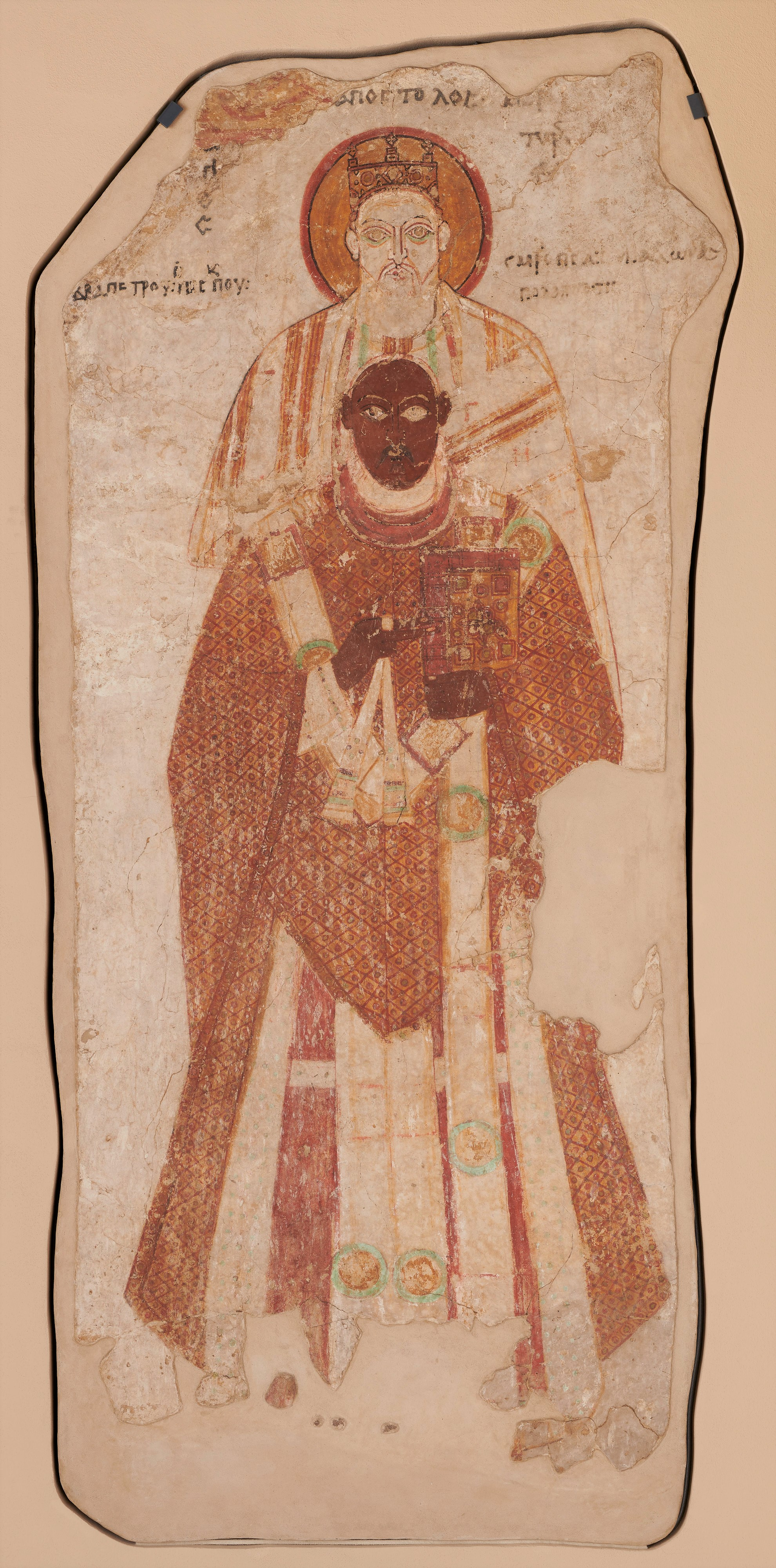
Biskup Petros pod opieką Św. Piotra (X w.). Muzeum Narodowe w Warszawie.

W czasach biskupa Kyrosa lub zaraz po jego śmierci pojawił się w Faras nowy mistrz, który namalował „Chrystusa Emmanuela”. Tunika i płaszcz Chrystusa na tym przedstawieniu są jasnofioletowe, kontury ciemnofioletowe, aureola żółta z jasnoczerwonymi krańcami. Malowidło to będzie inspirowało późniejszych malarzy katedry.

### Styl żółto-czerwony (okres przejściowy, druga poł. X w.)
Styl ten przeżywał swój rozkwit w czasach biskupa Petrosa (974–999). Powstały wtedy malowidła przedstawiające m.in. biskupa Petrosa, króla Georgiosa, Matkę Boską z Dzieciątkiem w lewej ręce, trzech Młodzianków w piecu ognistym. Zostaje namalowany również cykl pasyjny (1,45 x 1,96 m), który przedstawia następujące sceny: Zdjęcie z krzyża, Złożenie do Grobu, Trzy Marie, Maria Magdalena, Zstąpienie do Otchłani, Uwierzenie Tomasza, Wniebowstąpienie. Malowidła te są uznawane za wyjątkowo interesujące pod względem estetycznym i teologicznym.

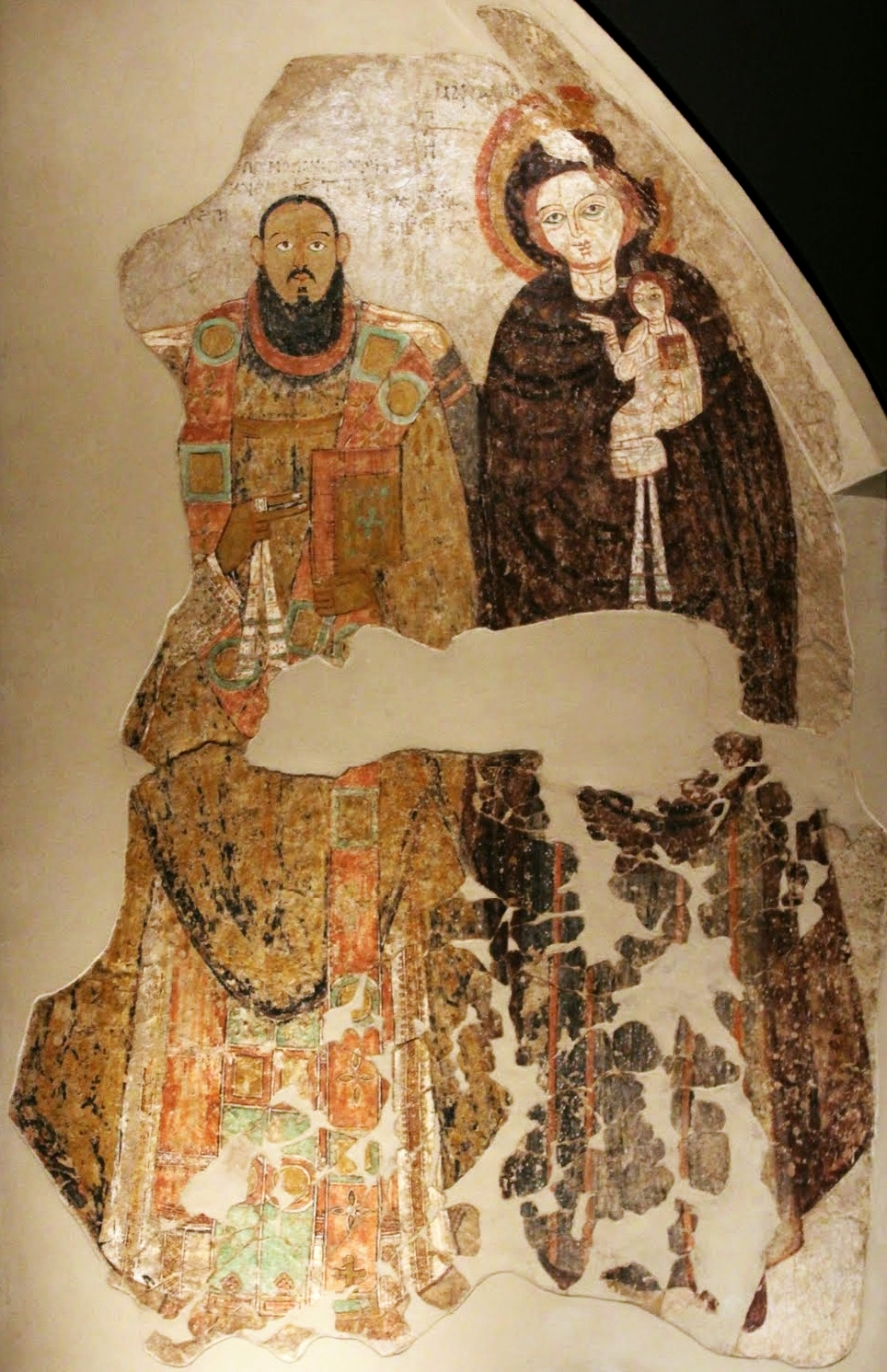
Biskup Marianos i Matka Boska z Dzieciątkiem (XI w.). Muzeum Narodowe w Warszawie.

### Styl wielokolorowy (XI–XIV w.)
Wybitnym przykładem malarstwa tego okresu jest portret biskupa Marianosa, który datowany jest na pierwsze lata XI w. Biskup przedstawiony jest pod opieką Bogurodzicy z Dzieciątkiem. Ze względu na swoje walory artystyczne wizerunek biskupa Marianosa zaliczany jest do najbardziej ekspresyjnych portretów w sztuce nubijskiej. W tym czasie powstała też największa w katedrze kompozycja malowideł przedstawiających Boże Narodzenie. Od końca XI w. zaczyna być zauważalna nowa cecha w malowidłach – szczególną wagę przywiązuje się do oddania wyrazu twarzy postaci. W dwóch kierunkach rozwija się ta innowacja: bardziej schematycznym, jak na malowidle Matki Boskiej Eleusa z księżniczką nubijską czy Chrystusa z Eparchem oraz bardziej subtelnym, mniej schematycznym, który po raz pierwszy pojawia się na przedstawieniu św. Trójcy.

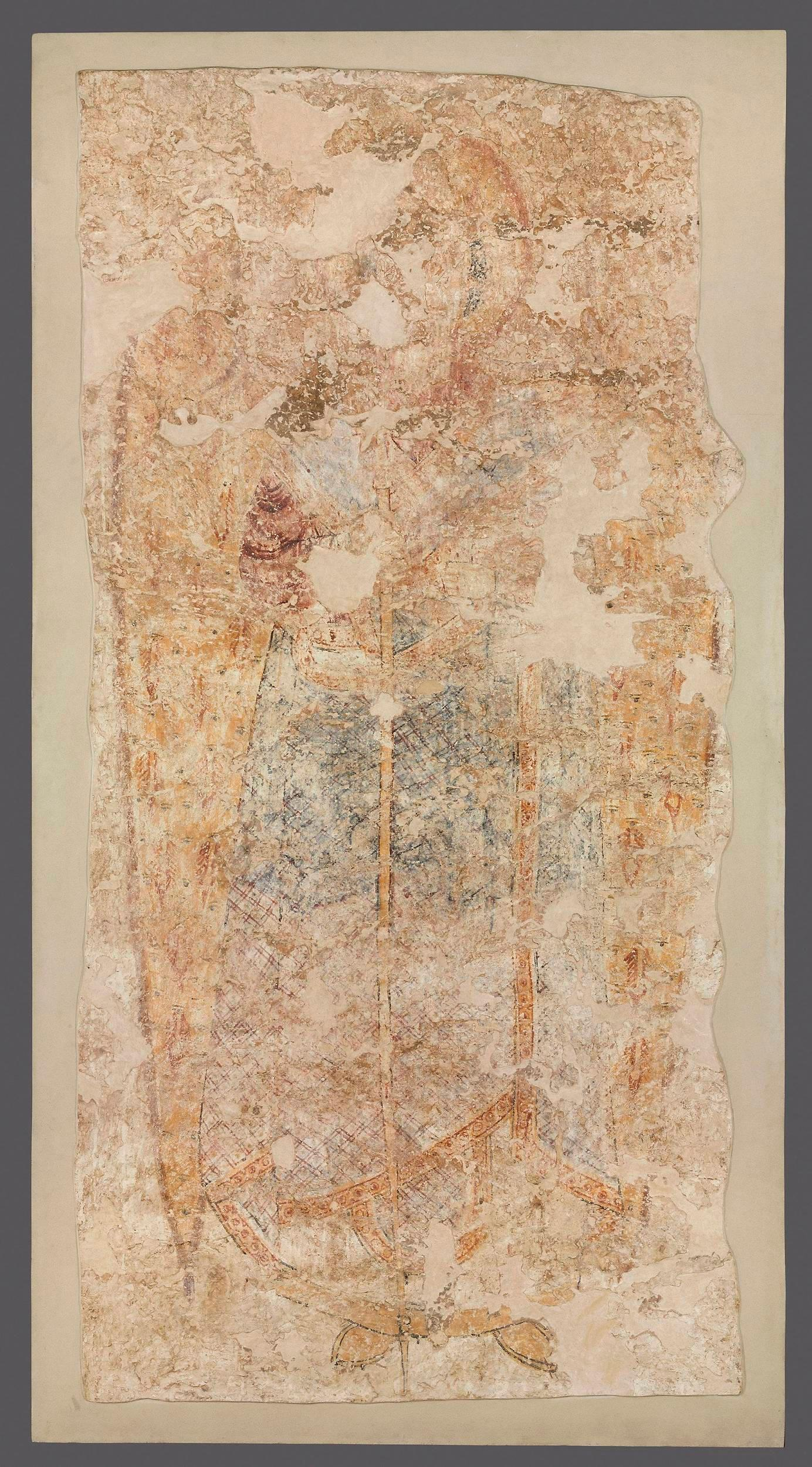
Archanioł Michał (XIV w.). Muzeum Narodowe w Warszawie.

Uznaje się, że styl ostatnich malowideł z Faras oddziaływał w XIV i XV w. w klasztorze zbudowanym w tamtym okresie w północnej części Komu. Charakteryzuje się on mniejszą dynamiką i inwencją w stosowaniu farb i modelowaniu w porównaniu do malowideł z XII w. Istnieje przypuszczenie, że pod koniec XII w. katedra została częściowo zniszczona w wyniku napadu na Nubię przez Ibrahima el-Quadris, co wpłynęło również na regres w stylu następnych malowideł. Przykładem stylu okresu po zniszczeniu jest przedstawienie Archanioła Michała. Używano kolorów: brązowego, fioletowego i żółtego.

## Inskrypcje fundacyjne biskupa Paulosa
W czasie prac wykopaliskowych, podczas trzeciej kampanii nubijskiej (1962–1963 r.), odkopano dwie inskrypcje (koptyjską i grecką) fundacyjne faraskiej katedry. Jedna z nich, grecka, na drodze podziału zabytków pomiędzy Polską Misją Archeologiczną a Sudańskim Departamentem Starożytności, trafiła do zbiorów Muzeum Narodowego w Warszawie. Inskrypcje, wmurowane po zewnętrznej stronie, blisko siebie, w ścianę niewielkiego budynku (najpewniej pałacu biskupiego), zostały odkryte kilkanaście metrów na południowy wschód od południowego wejścia do katedry. Budowla została wzniesiona w tym samym czasie co katedra. Chociaż inskrypcje nie odnoszą się wprost do katedry, niektórzy badacze, jak Stefan Jakobielski, uznają, że właśnie o fundację tego przybytku chodzi. Ważny głos w dyskusji na temat inskrypcji stanowi artykuł Jacques’a van der Vliet opublikowany w 1999 r. Autor podaje w nim w wątpliwość słuszność łączenia zachowanych napisów bezpośrednio z budynkiem katedry rozbudowanej przez Paulosa. Tekst obu inskrypcji o charakterze inwokacyjnym różni się nie tylko językiem, w którym zostały sporządzone, ale również doborem środków stylistycznych i cytatów z Pisma Świętego. Oba teksty jako datę sporządzenia wskazują 423 r. ery Dioklecjana (707 r. n.e.) i na obu pojawia się imię biskupa Paulosa. Tablica znajdująca się w Muzeum Narodowym w Warszawie została wykonana z bloku szarego piaskowca o wymiarach 0,78 x 0,52 x 0,29 m i pokryta 26 linijkami tekstu greckiego. Litery w co drugiej linijce pokryte były żółtą farbą.

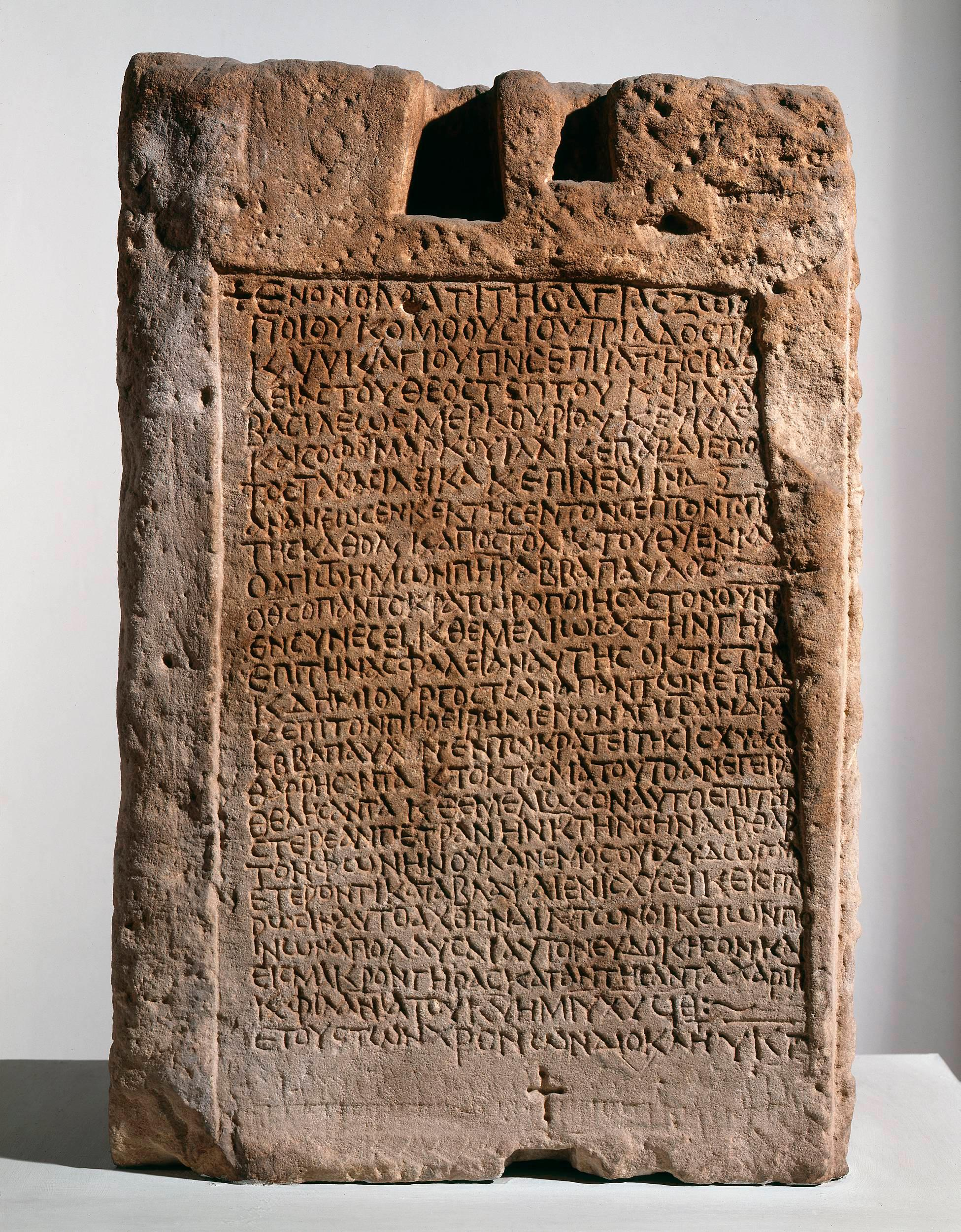
Inskrypcja fundacyjna biskupa Paulosa, Muzeum Narodowe w Warszawie

Tekst inskrypcji znajdującej się w zbiorach Muzeum Narodowego w Warszawie: 
+ ΕΝ ΟΝΟΜΑΤΙ ΤΗC ΑΓΙΑC ΖΩΟ / ΠΟΙΟΥ Κ(αι) ΟΜΟΟΥCΙΟΥ ΤΡΙΑΔΟC Π(ατ)Ρ(ο)C / Κ(αι) Υ(ιο)Υ Κ(αι) ΑΓΙΟΥ ΠΝ(ευμα ο)C ΕΠΙ ΙΑ ΤΗC ΒΑCΙ / ΛΕΙΑC ΤΟΥ ΘΕΟCΤΕΠΤΟΥ Κ(αι) ΦΙΛΟΧ(ριστο)Υ / ΒΑCΙΛΕΩC ΜΕΡΚΟΥΡΙΟΥ Κ(αι ) ΕΥΚΛΕ(εστατου) / ΚΑΙ CΟΦΟΤ(ατου) ΜΑΡΚΟΥ ΙΛΛ(ο)Υ(στριου) Κ(αι) ΕΠΑΡΧ(ου) ΔΙΕΠΟΝ / ΤΟC ΤΑ ΒΑCΙΛΕΙΚΑ Κ(αι) ΕΠΙΝΕΜΗ(σεως) ΙΝΔ(ικτιωνος) S / ΑΝΑΝΕΩCΕΝ Κ(αι) ΕΚΤΗCΕΝ ΤΟΝ CΕΠΤΟΝ ΤΟΠΟΝ / ΤΗC ΚΑΘΟΛ(ικης) Κ(αι) ΑΠΟCΤΟΛΙΚ(ης) ΤΟΥ Θ(εο)Υ ΕΚΚΛΗ(σιας) / Ο ΑΓΙΩΤ(ατος) ΗΜΩΝ Π(ατ)ΗΡ ΑΒΒΑ ΠΑΥΛΟC: / Θ(εο)C Ο ΠΑΝΤΟΚΡΑΤΩΡ Ο ΠΟΙΗCΑC ΤΟΝ ΟΥ(ρα)ΝΟΝ / ΕΝ CΥΝΕCΕΙ Κ(αι) ΘΕΜΕΛΙΩCΑC ΤΗΝ ΓΗΝ / ΕΠΙ ΤΗΝ ΑCΦΑΛΕΙΑΝ ΑΥΤΗC Ο ΚΤΙCΤΗC / Κ(αι) ΔΗΜΙΟΥΡΓΟC ΤΩΝ ΑΠΑΝΤΩΝ ΕΠΙΔΗ / Κ(αι) ΕΠΙ ΤΟΝ ΠΡΟΕΙΡΗΜΕΝΟΝ ΑΓΙΩΤ(ατον) ΑΝΔΡΑ / ΑΒΒΑ ΠΑΥΛ(ο)Ν ΕΝ ΤΩ ΚΡΑΤΕΙ ΤΗC ΙCΧΥΟC CΟΥ / ΘΑΡΡΕCΑΝΤΑ Κ(αι) ΤΟ ΚΤΙCΜΑ ΑΥΤΟ ΑΝΕΓΕΙΡΑ(ι) / ΘΕΛΗCΑΝΤΑ Κ(αι) ΘΕΜΕΛΙΩCΟΝ ΑΥΤΟ ΕΠΙ ΤΗΝ / CΤΕΡΕΑΝ ΠΕΤΡΑΝ ΗΝ Κ(α)Τ(α) ΤΗΝ CΗΝ ΑΦΘΑΡ / ΤΟΝ ΦΩΝΗΝ ΟΥΚ ΑΝΕΜΟC ΟΥΧ ΥΔΩΡ ΟΥΧ / ΕΤΕΡΟΝ ΤΙ ΚΑΤΑΒΛΑΨΑΙ ΕΝΙCΧΥCΕΙ Κ(αι) ΕΙC ΠΛΗ / ΡΩCΙΝ ΑΥΤΟ ΑΧΘΕΝΑΙ Κ(αι) ΤΩΝ ΟΙΚΕΙΩΝ ΠΟ / ΝΩΝ ΑΠΟΛΑΥCΑΙ ΑΥΤΟΝ ΕΥΔΟΚΗCΟΝ ΚΑΙ / ΕΙC ΜΑΚΡΟΝ ΓΗΡΑC ΚΑΤΑΝΤΗCΑΝΤΑ ΧΑΡΙΤΙ / Κ(αι) ΦΙΛΑΝ(θρωπ)ΙΑ ΤΟΥ Κ(υριο)Υ ΗΜ(ων) Ι(ησο)Υ Χ(ριστο)Υ Θ: / ΕΤΟΥC ΤΩΝ ΧΡΟΝΩΝ ΔΙΟΚΛΗΤ(ιανου) ΥΚΓ                                                                                   
Tłumaczenie:
"W imię świętej, życiotwórczej i współistotnej Trójcy, Ojca i Syna i Ducha Świętego. 
W [roku] 11 panowania przez Boga ukoronowanego i Chrystusa miłującego króla Merkuriosa, kiedy najsławniejszy i najmędrszy Markos Illustrios i Eparch zarządzał [sprawami] królestwa; w epinemesis [i] indykcji 6, nasz świątobliwy Ojciec Abba Paulos odnowił i zbudował to święte miejsce katolickiego i apostolskiego Kościoła Bożego. Wszechmogący Boże, który w mądrości [swojej] stworzyłeś Niebiosa i ugruntowałeś Ziemię tak, że jest niewzruszona, Twórco i Stworzycielu wszechrzeczy, spójrz i na wyżej wspomnianego świątobliwego ojca Abbę Paulosa, który zaufał mocy Twej potęgi i pragnął wznieść tę budowlę, i umocnij jej fundamenty na trwałej opoce, której, według Twych nieśmiertelnych słów, nie będą mogły uszkodzić ani wicher, ani woda, ani nic innego i pozwól, aby [dzieło] to doprowadzone zostało do ukończenia, aby on sam mógł korzystać z [owoców] własnych trudów, doszedłszy także dzięki łasce i miłosierdziu Pana naszego Jezusa Chrystusa do późnej starości. Amen.  
W roku ery Dioklecjana 423".

## Groby biskupów katedry

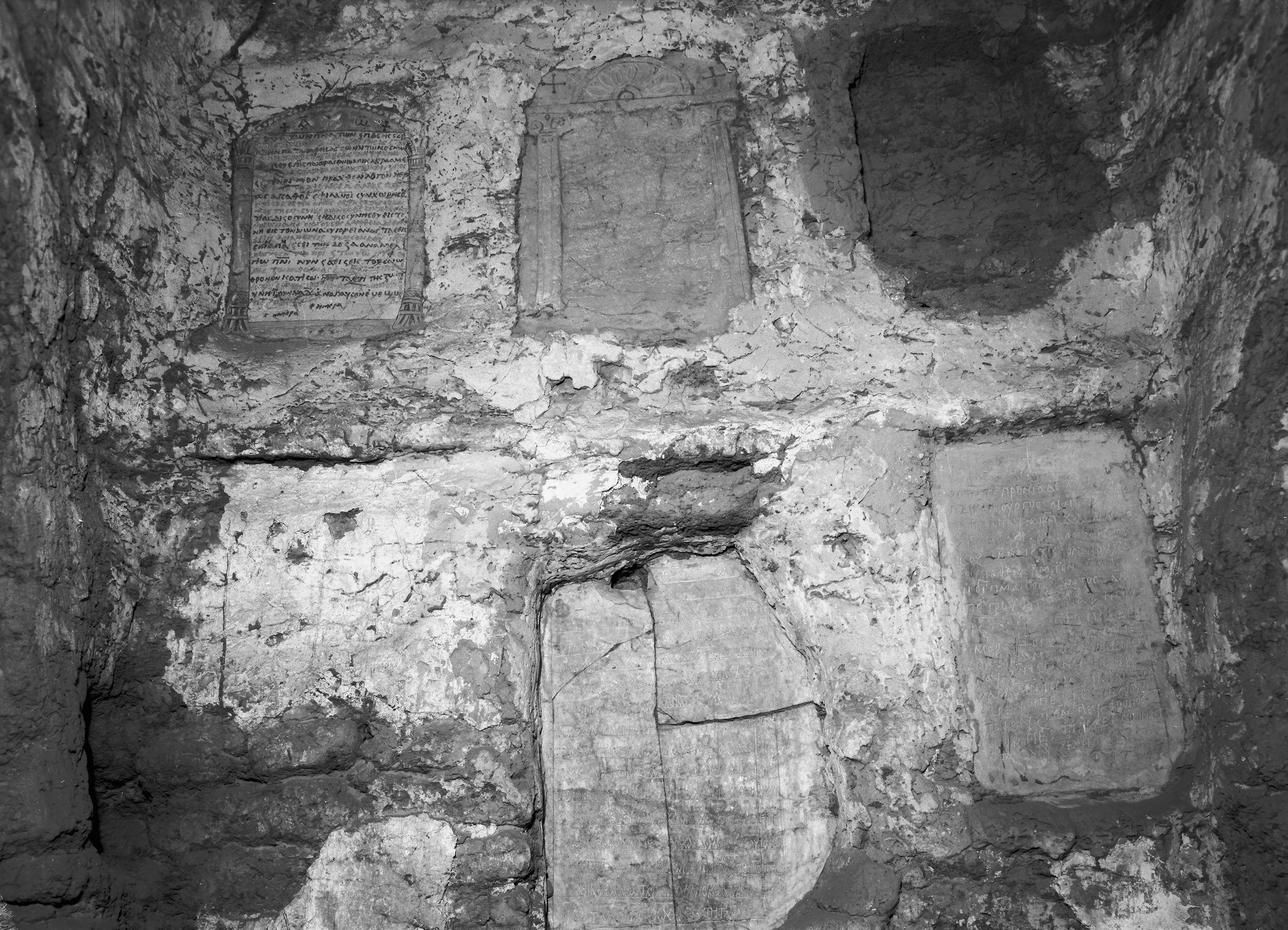
Epitafia biskupów Faras w katedrze

Na terenie przylegającym do faraskiej katedry w latach 1962–1964 odkryto dziewięć pochówków biskupów. Pięć z nich zostało oznaczonych stelami nagrobnymi: wschodni biskupa Ignatiosa, dwa zachodnie oraz Paulosa. We wszystkich grobach łącznie odkryto szczątki 11 biskupów. Pozostałe cztery groby zawierające szczątki 6 zmarłych, mimo iż nie zostały oznaczone stelami, na podstawie usytuowania i wyposażenia grobowego są identyfikowane jako biskupie. Jeden z obiektów, najprawdopodobniej przygotowany z myślą o wiecznym odpoczynku biskupa, odkryto pusty. Groby biskupie na terenie Faras powstawały od VII do XIV w. i były koncentrowane głównie od strony wschodniej i zachodniej katedry, skupione na jej głównej osi. Krypty grobowe nie wykazywały znacznych różnic wobec siebie pod względem architektonicznym – stanowiły je podziemne, prostokątne komnaty o beczkowatym sklepieniu, wybudowane z cegły. Dojście do krypty zapewniał niewielki szyb, zawsze od strony zachodniej, którego wylot był zasłaniany płytą kamienną lub zamurowywany cegłami tuż po zakończeniu uroczystości pogrzebowych.
Ciała pozostałych biskupów sprawujących swój urząd w Faras zostały złożone najprawdopodobniej w Qasr el-Wizz, gdzie znajdował się główny monaster Pachoras, lub jak w przypadku biskupów Marianosa i Timotheosa w Qasr Ibrim.